# 西公園出入口

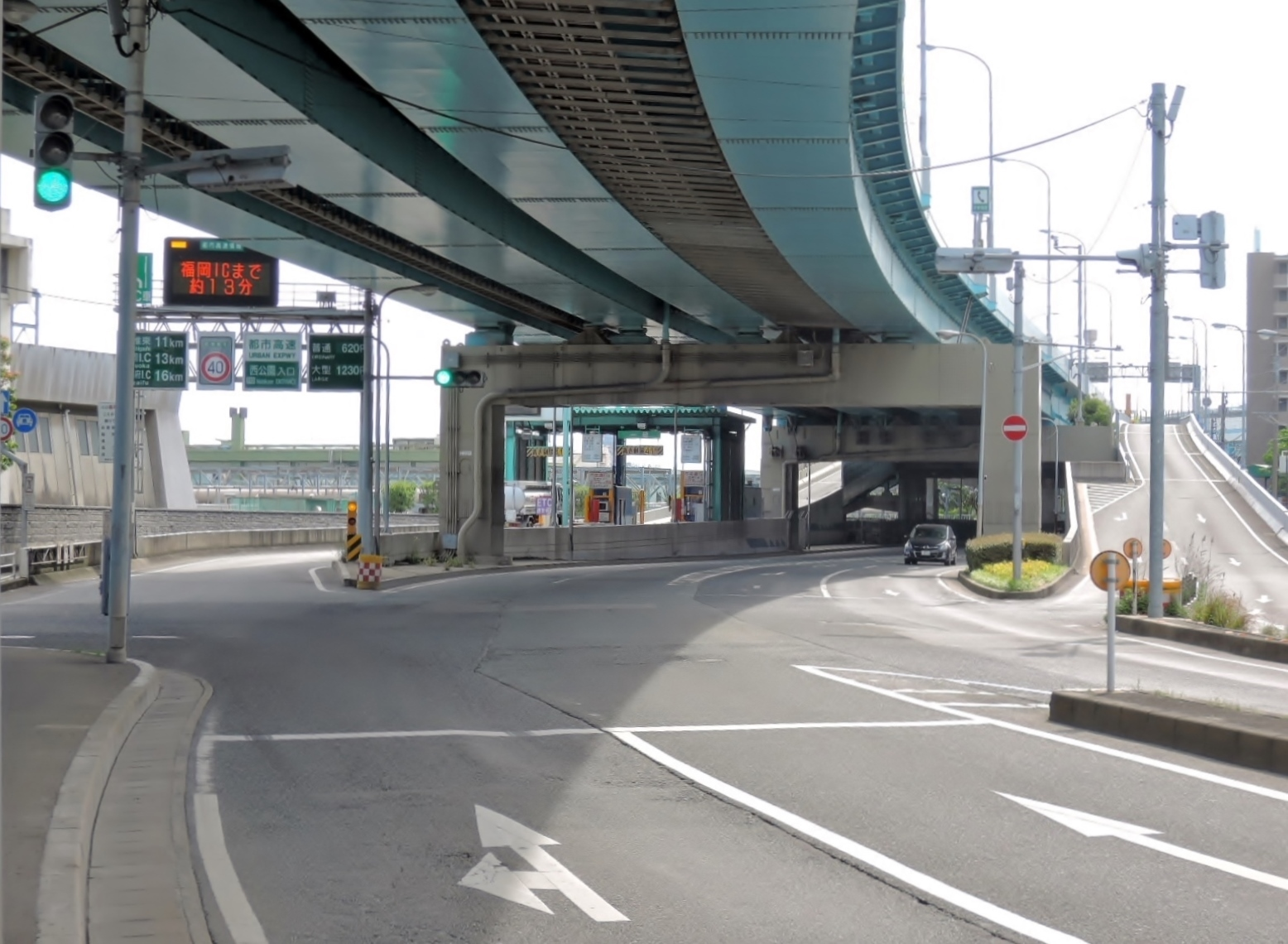
福岡高速道路環状線、西公園出入口。右側が天神方面からの出口。左側が、天神方面へ向かう入口。、真ん中は接続する高架下の一般道路。百道から天神方面に向かって撮影

西公園出入口（にしこうえんでいりぐち）は福岡県福岡市中央区荒津にある福岡高速道路環状線の出入口。
博多駅・天神地区とシーサイドももち地区を結ぶ都市高速経由のバスのうち、みずほPayPayドームを経由する定期便はここで都市高速に乗り降りする。

## 周辺
- 西公園
- 中央市民プール
- 西日本短期大学
- 福岡大学附属若葉高等学校
- シーサイドももち
- みずほPayPayドーム福岡
- MARK IS 福岡ももち
- ヒルトン福岡シーホーク
- 大濠公園
- 舞鶴公園

## 料金所

### 天神北・香椎・水城方面
- ブース数：2
  - ETC専用：1
  - 一般：1

## 注意点
福重JCT方面（西行き）とは接続していない。

## 隣
福岡高速環状線
(112,111)百道出入口 - (110)西公園出入口 - (109)天神北出入口